# ニュージーランド英語
ニュージーランド英語（ニュージーランドえいご、英語: New Zealand English、略称:NZ English）とは、ニュージーランドで話されている英語のバリエーションの一つ。
綴りはイギリス英語式であり、多くの発音・言い回しもイギリス式に準拠しているが、独特のイントネーションや語彙がある。また、ニュージーランドのもう1つの公用語であるマオリ語からの借用語や、発音の影響などがみられる。キーウィイングリッシュ（Kiwi English）とも呼ばれる。
なお、以下、本頁においての「ニュージーランド」は立憲君主国家としてのニュージーランド、及びレルムとしてのニュージーランド王国の領土の中から本土(proper)とされる北島・南島及び両島の属島を指す。
これは、その他の地域（特別領チャタム諸島、自治領のトケラウ及びニュージーランドと自由連合関係にあり、国によってはニュージーランドから独立した単一国家と外交的に認識されているクック諸島・ニウエ）は厳密に言えばニュージーランド本土2島と原住民族とその言語が異なるため、また地方行政区分から外れたニュージーランド離島地域およびロス海属領は無人であったため、言語発達段階においてこれらの影響があったとは言えないためである。しかしながら、これらの地域では国家としてのニュージーランドの影響が強いため同様の英語が使われている。

## 概要
19世紀前後の植民地会社設立を背景としたニュージーランドへの大規模入植により発生したイギリス英語の傍系言語であり、「ここ150年で発達・確立した、英語傍系言語の中で最も新しい母語としての英語のうちの一つ」とされる。歴史的・地理的背景からオーストラリア英語、イギリス英語の中でも南部方言と容認発音、アイルランド英語、スコットランド英語といった英語系言語と原住民族の言語であるマオリ語の影響下にある。

ニュージーランド全土において一定の均一性を持つ言語であるが、スコットランド移民の多かった南島南部に於いては特有の語彙が発生している例がある。また最大都市オークランドでは、都市自体の多人種・多民族性から背景環境や第一言語によって個々人の訛りは変容している。しかし、北島及び南島のカンタベリー地方以北のニュージーランド英語特有の語彙は、人種的・地理的障壁なしにあまねく共通して使われることが多い。

## 発音
長くイギリスの植民地だったため、イギリス英語が母体となっている。
- can't /kɑ:nt/→カーント
- fast /fɑ:st/→ファースト
- ask /ɑ:sk/→アースク

などと発音するのは、本来イギリス由来である。
以下にニュージーランド独特の発音パターンを挙げる。なお/.../は発音記号、（...）は日本語のカタカナによる発音表記を示す。

### 母音

#### 短母音
- /e/が/i/になる（例：red（リッド）、seven（スィヴン）、ten（ティン）、cent（スィント）、bed（ビッド）、yes（イィス））。
- /i/が/ə/になる（例：hit（フット）、fish（フッシュ）、chips（チュップス）、six（スックス））。
- /æ/が/e/になる（例：cat（ケット）、bad（ベッド）、accident（エクスィドゥント））。

#### 二重母音
- /ei/が/ai/になる（例：today（トゥダイ）、mate（マイト）、eight（アイト））。
- /ai/が/ɔi/になる（例：I（オイ）、five（フォイヴ）、nine（ノイン））。

#### 母音の同音化
- /eə/と/iə/が異形同音異義語になる（例：hairとhere（ヒア）、bearとbeer（ビア）、rarelyとreally（リァリ））。

また、マオリ語由来の地名によく見られる"wh"は/f/となる（例：Whitianga /fitiɑ:ŋə/, Whangarei /fɑ:ŋərei/など）。

## 主な語彙の例
- Cheers - Thanks/Bye（主に白人の間で使われる。オーストラリアでも同様の表現は使われるが、それとは対照的にGood dayはニュージーランドではあまり聞かれない）
- Chips - スナック、フライドポテト
- Flat White- ラテやカプチーノに似たコーヒー（どこのカフェでも見られる、定番かつ人気メニュー）
- Jandals - ビーチサンダルなどの、足の親指と人差し指の間に鼻緒のようなものを入れて履くタイプの、俗に言う草履のような形をしたサンダル（Japanese sandalsの略との説も）
- Kia ora - Hello（マオリ語。日常生活の他、広告や看板などでも使われる、好印象を与える表現）
- Kiwi - ニュージーランド人という名詞的表現の他、ニュージーランドの、ニュージーランドらしい、との意味で広く使われる
- Kumara - サツマイモ（マオリ語からの借用）
- Ta - Thanks
- Waikikamukau - ニュージーランドの田舎の町あるいは地域を指すスラング。Wai（マオリ語で水）から始まる地名が多いことによる

また、魚の名前は多くがマオリ語の名称で呼ばれる。売られている魚はほとんど白身魚の上切り身で、これらの名前を知らないとあらかた区別がつかない。